# Jokkmokk
Jokkmokk (lule Jåhkåmåhkke) – miejscowość w północnej Szwecji, w Laponii; siedziba gminy Jokkmokk w regionie Norrbotten. Liczy ok. 3000 mieszkańców (2005).
Najbliższa stacja kolejowa znajduje się w Murjeku, z którą Jokkmokk posiada dogodne połączenie autobusowe. Jest tu też nieeksploatowane lotnisko.
W Jokkmokk znajduje się Muzeum Ájtte, poświęcone zwyczajom Lapończyków, którzy sami określają się jako Sámi (Saamowie). Co roku organizuje się tam zimowy festiwal, podczas którego można spróbować tradycyjnych potraw i napojów, zakupić przedmioty wytwarzane przez lokalnych rzemieślników, a także obejrzeć przedstawienia oraz wyścigi reniferów. Obok muzeum znajduje się ciekawe alpinarium.

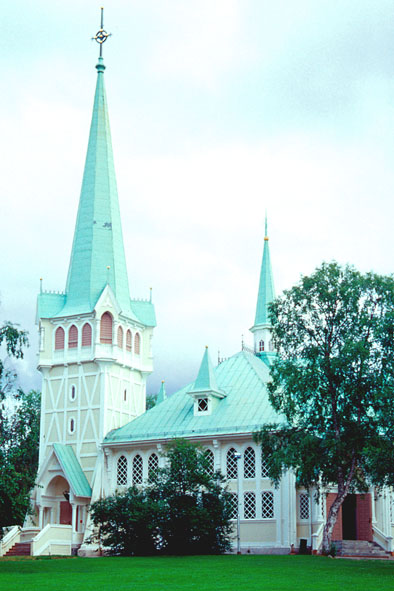
Kościół drewniany w Jokkmokku

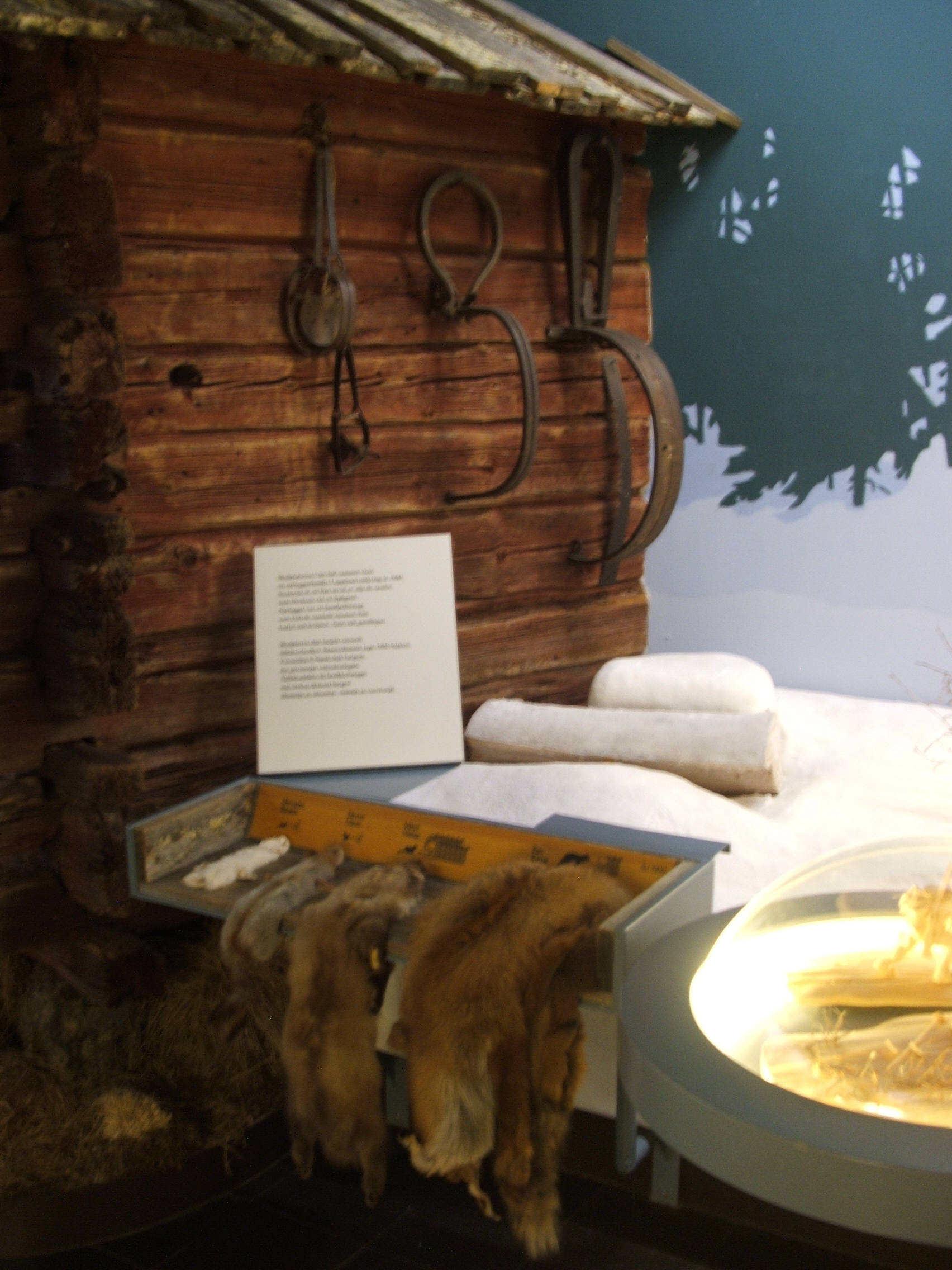
Wystawa w Muzeum Attje w Jokkmokk